# Synadene van Byzantium
Synadene van Byzantium (ca. 1050 - na 1077) was koningin van Hongarije.
Synadene is de vrouwelijke vorm van haar achternaam, haar voornaam is onbekend. Haar vader was Theodoulus Synadenos († na 1077), een Byzantijnse legeraanvoerder en zwager van keizer Nikephorus III. Haar identiteit is afgeleid van interpretaties van Byzantijnse teksten.
Zij huwde hoogstwaarschijnlijk rond 1065 met de latere Hongaarse koning Géza I nadat zijn eerste echtgenote Sophie van Looz (ook van Loon) na drie jaar huwelijk was overleden.
Van Synadene weten we alleen dat zij na de dood van haar man terugkeerde naar het Byzantijnse Rijk.

## Huwelijk en kinderen
Uit het huwelijk met Géza I had Synadene onder andere de volgende kinderen:
- Álmos (1068-1127), hertog van Slavonië (1084), koning van Kroatië en vader van Béla II
- een dochter, gehuwd met een Hongaarse edelman, heer van Miskolc, moeder van troonpretendent Boris die ca. 1023 door Stefanus II werd verbannen
- een dochter, gehuwd met Vladimir Swjatopolkowitsch, Fürst van Vladimir